# Eulenmühle (Ingelheim am Rhein)

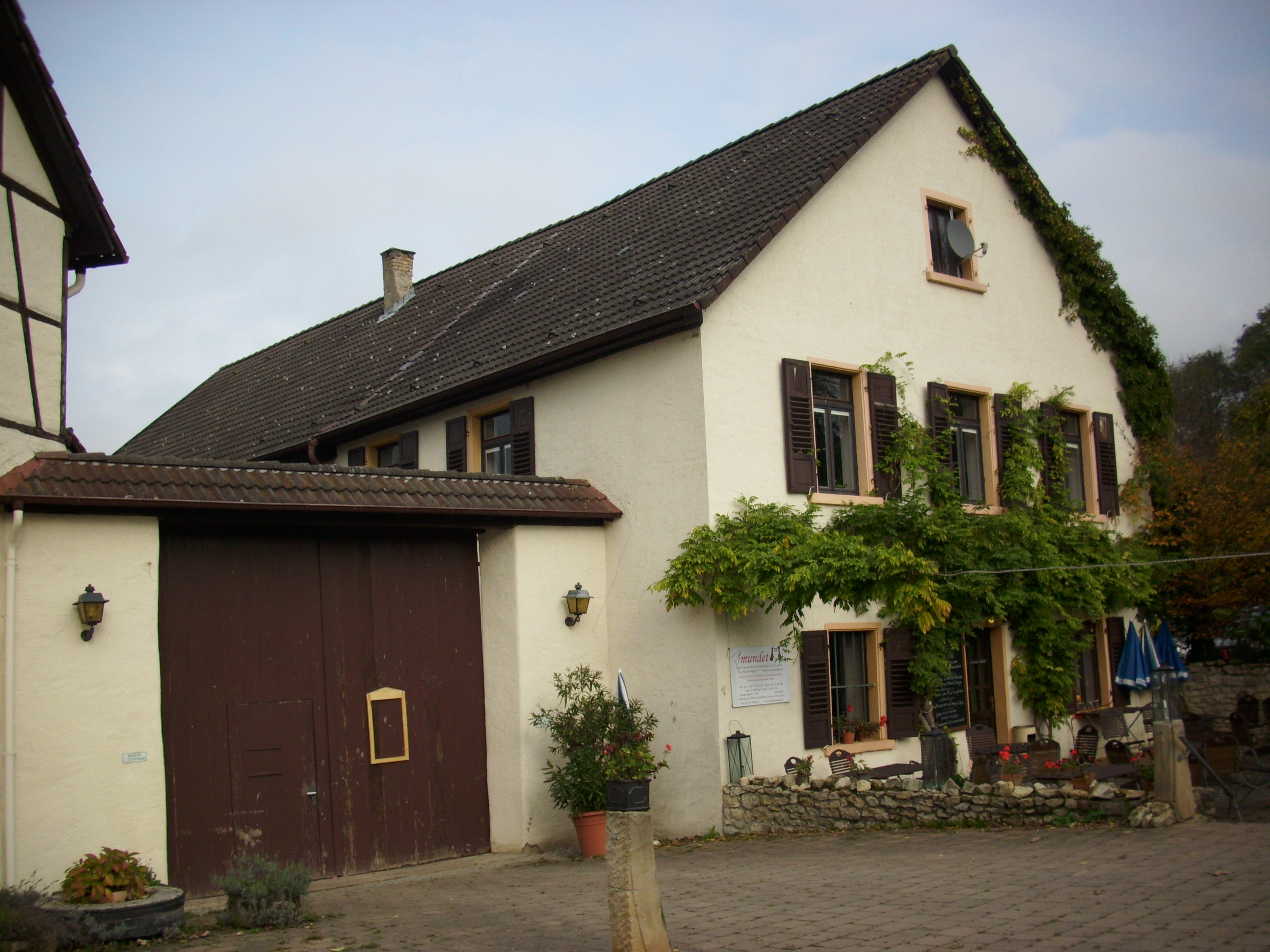
Eulenmühle in Ingelheim am Rhein

Die Eulenmühle liegt im Selztal bei Großwinternheim bei Ingelheim. Sie steht als Denkmalensemble unter Denkmalschutz.

## Geschichte
Als erste Mühle der beiden Gemeinden Ober-Ingelheim und Nieder-Ingelheim war sie gleichzeitig für die an der Selz gelegenen Gemeinden leicht zu erreichen.
Im 18. Jahrhundert ist die Mühle als Teil des Besitzes des Geschlechts Ullner zu Dieburg verzeichnet, woraus sich der heutige Namen der Mühle ableitet. Die Aussprache von Ullner als Aulner ausgesprochen, so dass sich aus dem Begriff Aulnermühle der Name Eulenmühle entwickelt haben könnte.
Nach dem Tod des letzten Vertreters des Geschlechts der Ullner zu Dieburg wurde die Mühle an einen Mühlenbeständer namens Johannes Weil verkauft. Noch rund 150 Jahre wurde in der Wassermühle Getreide zu Mehl gemahlen. Mit Beginn des 20. Jahrhunderts und der fortschreitenden Technisierung verlor die Eulenmühle ihre Bedeutung. Irmgard von Opel, die mit ihrer Familie auf dem oberhalb der Mühle gelegenen Westerberg lebte, erwarb die Mühle 1929, um die mit ihr verbundenen Wasserrechte zu erlangen.
Im Jahr 1998 wurde die Mühle schließlich von Norbert und Wiltrud Heine erworben. Sie renovierten den Gebäudekomplex und gestalteten den Innenhof neu. Dazu kam ein Pferdestall für 60 Pferde, eine offene Reithalle und eine offene Longierhalle. Dazu verfügt die Eulenmühle über 15 ha Weideland.

## Beschreibung
Die heutige Mühle besteht als geschlossene Hofanlage aus dem 18. und 19. Jahrhundert. Der aus vier Gebäuden und einer Scheune in Form einer Hofreite angelegte Gebäudekomplex wurde vor rund 300 Jahren erstmals urkundlich erwähnt. Erhalten sind einige Teile historischer Baulichkeiten, und ein später errichtetes Kreuzgewölbe, das als so genannte „Kuhkapelle“ der Viehhaltung diente. Der Name ist aus der Bauform abgeleitet, bei der jeweils vier kreuzförmig zulaufende Kuppeln von einer Säule getragen werden.